# Bezrukî, Zinkiv
Bezrukî (în ucraineană Безруки) este un sat în comuna Mali Budîșcea din raionul Zinkiv, regiunea Poltava, Ucraina.